# Редакі
Редакі (пол. Redaki, нім. Charlottenwerder) — село в Польщі, у гміні Суш Ілавського повіту Вармінсько-Мазурського воєводства.
Населення — 255 осіб (2011).
У 1975-1998 роках село належало до Ельблонзького воєводства.

## Демографія
Демографічна структура станом на 31 березня 2011 року:
|          | Загалом | Допрацездатний вік | Працездатний вік | Постпрацездатний вік |
| -------- | ------- | ------------------ | ---------------- | -------------------- |
| Чоловіки | 131     | 41                 | 85               | 5                    |
| Жінки    | 124     | 28                 | 72               | 24                   |
| Разом    | 255     | 69                 | 157              | 29                   |